# Municipio de Tonila
El municipio de Tonila es un municipio del estado de Jalisco, México. Se localiza en la Región Sur del estado. Su nombre proviene del náhuatl y significa ‘lugar donde nace el sol’. Su extensión territorial es de 225,99 km². Según el II Conteo de Población y Vivienda, el municipio tiene 7179 habitantes, los cuales se dedican principalmente al sector primario.

## Toponimia
Tonila proviene de la palabra náhuatl toníllan, la cual es el resultado de la unión de los vocablos tonílli (‘calentado’) y tlan (‘entre’); por lo tanto, significa ‘lugar calentado’ o ‘lugar donde nace el sol’. Desde el año de 1824 recibió el título de «Valiente y Fiel Pueblo de Tonila» por su heroica defensa del federalismo jalisciense en contra de las fuerzas centralistas y secesionistas de Colima.

## Historia

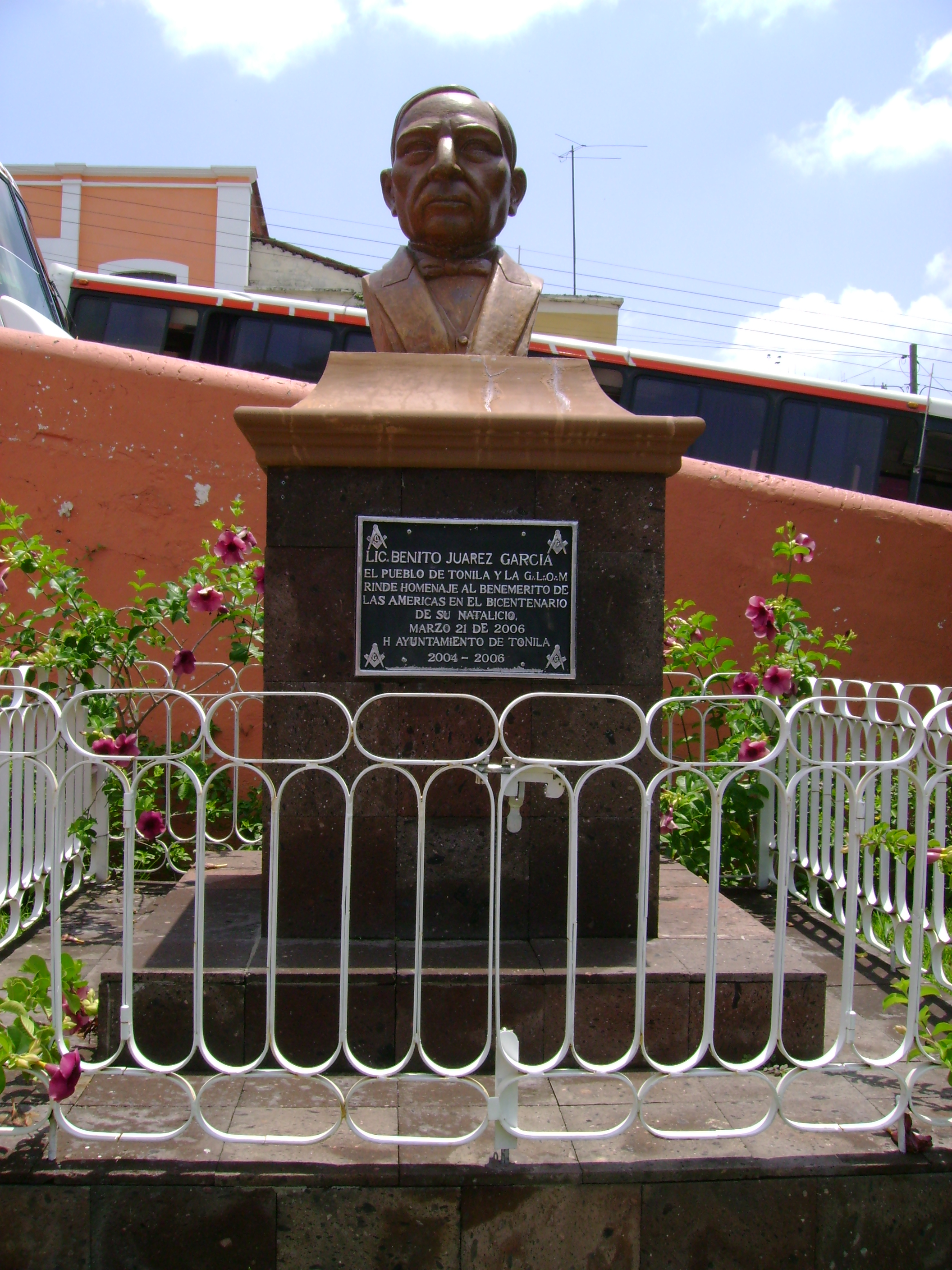
Monumento a Benito Juárez, quien durmió una noche en Tonila.

Tonila fue un pueblo de indios tlahuicas dependiente del cacicazgo de Zapotitlán. Su primer asiento fue al norte del actual, en un lugar llamado Cauzentla, en las cercanías del volcán de Colima. Tonila fue conquistada en 1524 por el capitán Francisco Cortés de San Buenaventura. Posteriormente, Tonila quedó comprendida en la Provincia de Ávalos. En 1598 tenía once aborígenes casados y tres viudos, y pertenecían a la doctrina de Tuxpan.

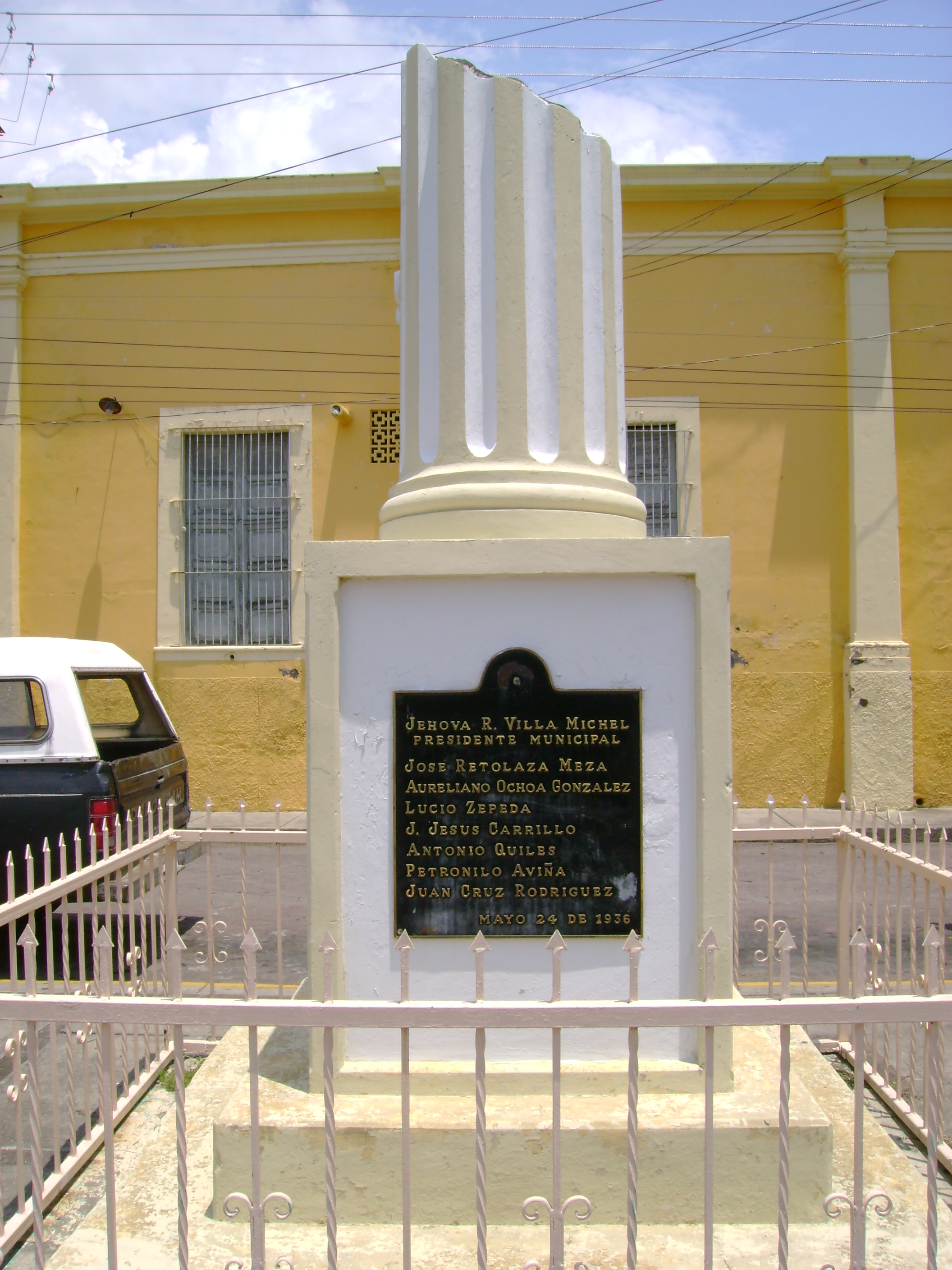
Monumento a los caídos de Tonila.

En la época de la Independencia, el párroco Basilio Monroy comandó una milicia para perseguir a los insurgentes. Estos, en represalia, saquearon al poblado y quemaron el curato el 27 de enero de 1815. A finales de 1858 el general Antonio Rojas ahorcó al párroco de Jilotlán de los Dolores, Praxedis García, a quien antes atormentó cruelmente. Durante la intervención francesa el leñador criollo, Julio García, al mando de 50 hombres, combatió a los franceses con arcabuces y peñas. Después de vencerlos varias veces, cayó víctima del hambre, la fatiga y la desmoralización. En 1863 fue inaugurada la línea telegráfica por Benito Juárez, que permaneció una noche en la población, cuando se retiraba hacia Manzanillo.
El 24 de mayo de 1936 es muerto por un grupo de Cristeros el entonces presidente municipal de Tonila Jehová Villa Michel, quien era sobrino de Primo Villa Michel. El honorable ayuntamiento constitucional de Tonila 1937, siendo presidente municipal Fernando Retolaza Meza, mandó erigir en el Parque Venustiano Carranza, un monumento para conmemorar el primer aniversario de los caídos del 24 de mayo de 1936, mandando a hacerse tres placas, la primera donde aparecen los nombres de los empleados municipales muertos en el asalto, otra en donde aparecen el nombre de los soldados y la tercera donde aparecen el nombre de los civiles muertos en la Guerra Cristera.
Se le dio ayuntamiento el 1 de enero de 1846 por decreto del 30 de septiembre de 1845. El 2 de abril de 1872 se le concede el título de villa; el 14 de marzo de 1888 se erige un nuevo departamento en el 9.º cantón, formado con los municipios de Tonila y Zapotitlán de Vadillo. Es elevado a municipio del estado de Jalisco en 1929.

## Geografía física

### Ubicación
Tonila se localiza al sur de Jalisco, entre las coordenadas 19° 20′ 00″ a los 19°35’00" de latitud norte, y 102°’25’50" a los 103°’38’05" de longitud oeste; a una altitud de 1250 m s. n. m. (metros sobre el nivel del mar).
El municipio colinda al norte con los municipios de Zapotitlán de Vadillo, Zapotlán el Grande y municipio de Tuxpan; al este con el municipio de Tuxpan; al sur con el municipio de Tuxpan y el estado de Colima; al oeste con el estado de Colima y el municipio de Zapotitlán de Vadillo.

### Topografía
Su superficie está conformada por zonas accidentadas (38 %) en la parte noroeste se encuentran tanto el volcán de Colima como el nevado de Colima; zonas semiplana o laderas (32 %) junto a los volcanes y zonas planas (30 %).

#### Suelo
El territorio está constituido por terrenos del período cuaternario, compuesto por rocas sedimentarias, conglomerados, areniscas, toba y brecha volcánica. La composición de los suelos de tipos predominantes regosol éutrico, con manchas de litosol, principalmente en las faldas del volcán y del nevado de Colima, existiendo en la laderas de los mismos regosol combinado con combisol éutrico. En las tierras planas y bajas hay feozem háplico con regosol éutrico.
El municipio tiene una superficie territorial de 22599 ha, de las cuales 5023 son utilizadas con fines agrícolas, 6917 en la actividad pecuaria, 4584 son de uso forestal, 130 son suelo urbano y 5945 hectáreas tienen otro uso. En lo que a la propiedad se refiere, una extensión de 12225 hectáreas es ejidal; no existiendo propiedad privada ni comunal. De 10374 hectáreas no se especifica el tipo de propiedad.

### Hidrografía
Sus recursos hidrológicos por los ríos y los arroyos que forman parte de la subcuenca hidrológica río Tuxpan y río Barranca del Muerto; por los arroyos de caudal permanente, como: La Tuna, Cochepehual, El Rosario, Atenguillo y Palo Blanco;por los arroyos de temporal: Las Coronas y El Copal; además de contar con los manantiales alimentados por el Nevado de Colima.

### Clima
El clima es semiseco, semicálido y húmedo, con invierno y primavera secos, sin cambio térmico invernal bien definido. La temperatura media anual es de 25 °C, con máxima de 27 °C y mínima de 12,1 °C. El régimen de lluvias se registra entre los meses de julio, agosto y septiembre, contando con una precipitación media de 1187,9 mm. El promedio anual de días con heladas es de 1,2. Los vientos dominantes son en dirección del noroeste.

### Flora y fauna

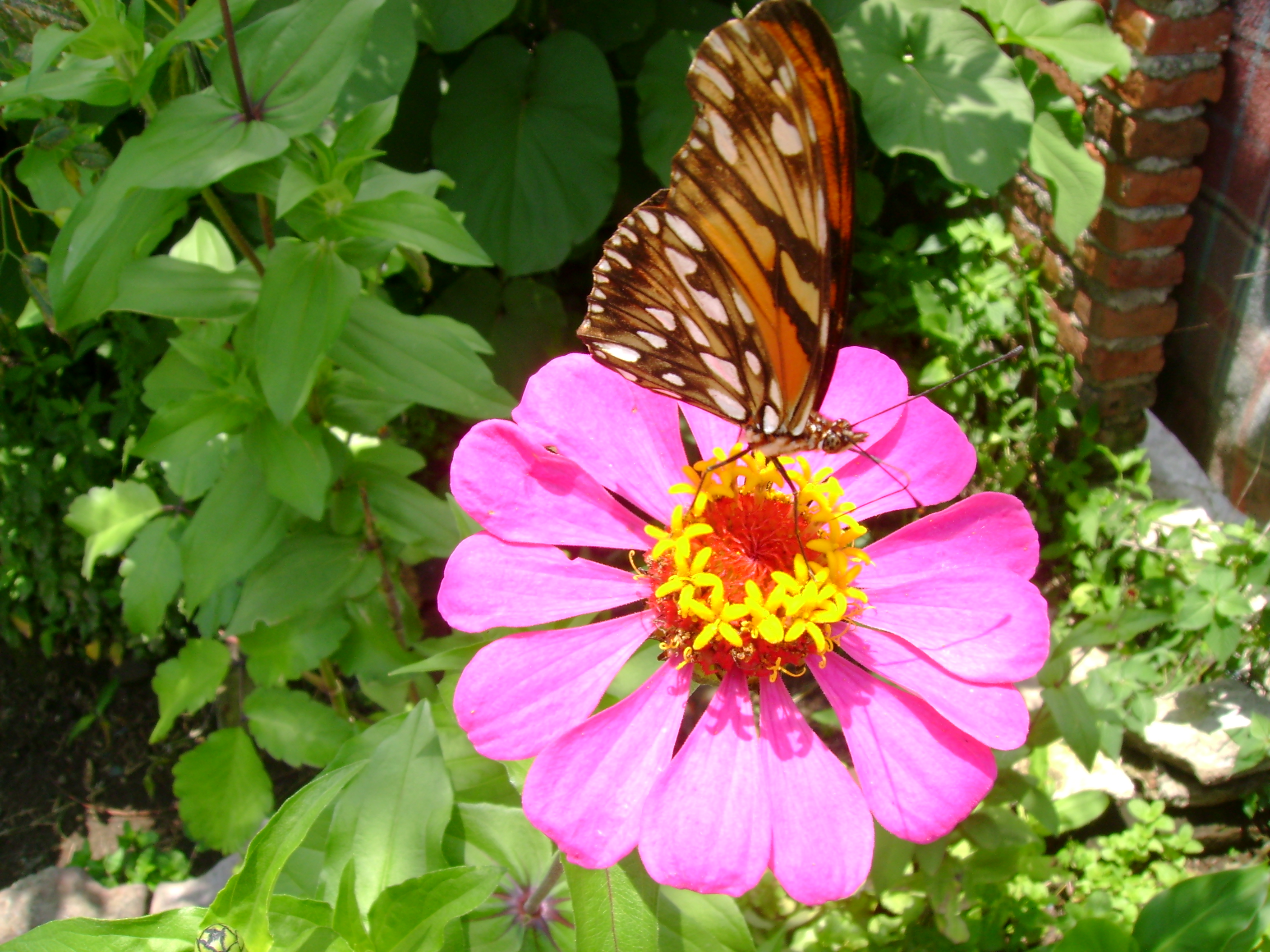
Una mariposa en Tonila.

Su flora se compone de pino, cedro, nogal, fresno y parota. Su fauna se compone del venado, el coyote, el mapache, la culebra, el tigrillo, el puma, el jabalí y la ardilla.

## Demografía

### Localidades
En el censo de 2020 el municipio de Tonila contaba con 18 localidades.
| Código INEGI    | Localidad             | Población (2020) |
| --------------- | --------------------- | ---------------- |
| 141030015       | San Marcos            | 3 457            |
| 141030001       | Tonila                | 3 226            |
| 141030009       | La Esperanza          | 408              |
| 141030016       | Tenexcamilpa          | 231              |
| 141030006       | La Cofradía           | 72               |
| 141030044       | La Nueva Esperanza    | 49               |
| 141030064       | Juan Barragán         | 42               |
| 141030033       | Crucero de San Marcos | 28               |
| 141030065       | El Piloto             | 15               |
| 141030054       | Campestre Paraíso     | 8                |
| 141030011       | Los Guzmanes          | 7                |
| 141030067       | El Gallinero          | 7                |
| 141030048       | Los Pinitos           | 5                |
| 141030007       | Lomas del Pinar       | 4                |
| 141030068       | Los Primos            | 3                |
| 141030010       | El Fresnal            | 1                |
| 141030019       | La Curva del Guayabo  | 1                |
| 141030069       | Rancho el Cuate       | 1                |
| Total municipal | Total municipal       | 7 565            |

## Economía
El 42,26 % de los habitantes se dedica al sector primario, el 15,47 % al sector secundario, el 38,26 % al sector terciario y el resto no se especifica. El 34,53 % se encuentra económicamente activo. Las principales actividades económicas son: agricultura, silvicultura, ganadería, industria y servicios.
- Agricultura: se cultiva maíz, frijol, caña de azúcar, legumbres y café.
- Ganadería: se cría ganado bovino, caprino, porcino y ovino. Además de aves y colmenas.
- Turismo: posee atractivos arquitectónicos y naturales.
- Comercio: cuenta con restaurantes, mercado y tiendas. Predomina la venta de productos de primera necesidad y los comercios mixtos que venden artículos diversos.
- Servicios: se ofrecen servicios profesionales, técnicos, comunales, sociales, personales, turísticos y de mantenimiento.
- Explotación forestal: se explota pino, cedro y nogal.
- Minería: posee yacimientos de mármol.

## Infraestructura

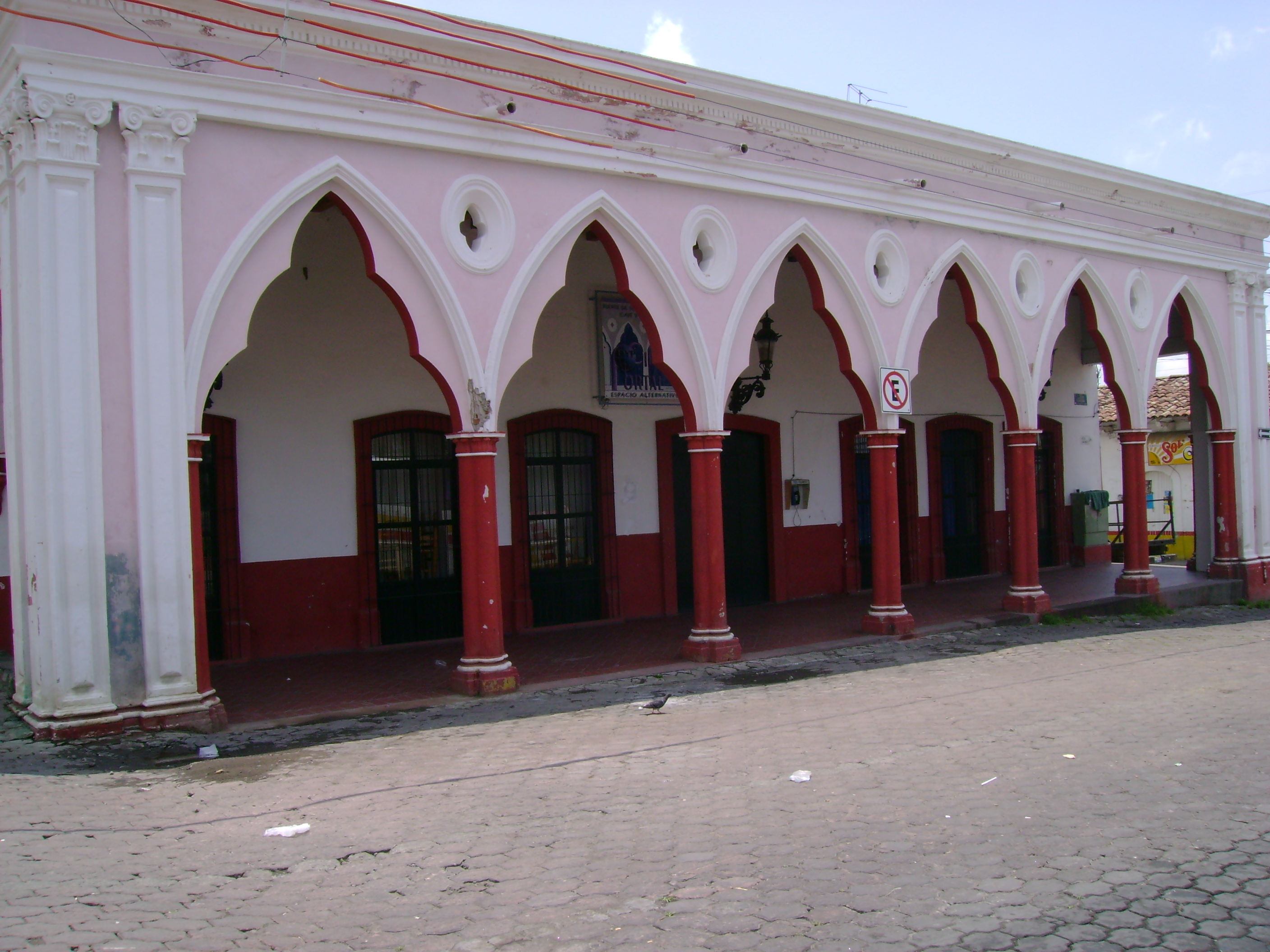
Arcos del centro de Tonila.

### Educación
El 89,40 % de la población es alfabeta, de los cuales el 24,15 % ha terminado la educación primaria. El municipio cuenta con 4 preescolares, 9 primarias, 3 secundarias y un bachillerato.

### Salud
La atención a la salud es atendida por la Secretaría de Salud del estado, el Instituto Mexicano del Seguro Social y médicos particulares. El Sistema para el Desarrollo Integral de la Familia (DIF) se encarga del bienestar social.

### Deporte
Cuenta con centros deportivos, en los que se practica: fútbol, basquetbol (baloncesto) y voleibol. Además cuenta con centros culturales, plaza, cine, parques, jardines y biblioteca.

### Vivienda
Cuenta con 1863 viviendas, las cuales generalmente son privadas. El 97 % tiene servicio de electricidad, el 93,08 % tiene servicio de drenaje y agua potable. Su construcción es generalmente a base de ladrillo, adobe y hormigón.

### Servicios
El municipio cuenta con servicios de agua potable, alcantarillado, alumbrado público, mercado, rastro, cementerios, vialidad, aseo público, seguridad pública, parques, jardines y centros deportivos.
El 98,6 % de los habitantes disponen de agua potable; el 96,2 % de alcantarillado y el 97,7 % de energía eléctrica.

### Medios y vías de comunicación
Cuenta con servicio de correo, fax, telégrafo, teléfono, servicio de radiotelefonía. El transporte se efectúa a través de la carretera Guadalajara-Ciudad Guzmán. Cuenta con una red de carreteras rurales que comunican las localidades; el transporte se realiza en autobuses públicos o vehículos de alquiler y particulares. Cuenta con una estación de tren de la línea Guadalajara-Colima-Manzanillo.

## Demografía
Según el II Conteo de Población y Vivienda, el municipio tiene 7179 habitantes, de los cuales 3470 son hombres y 3709 son mujeres; el 0,89 % de la población son indígenas.
| 7,486                      | 7,499 | 7,374 | 7,179 | 7,256 |
| (Fuente: [cita requerida]) |       |       |       |       |

### Religión
El 98,43 % profesa la religión católica. También hay creyentes de los Testigos de Jehová, protestantes y creyentes de otras religiones. El 0,18 % de los habitantes manifestaron no practicar religión alguna.

## Cultura

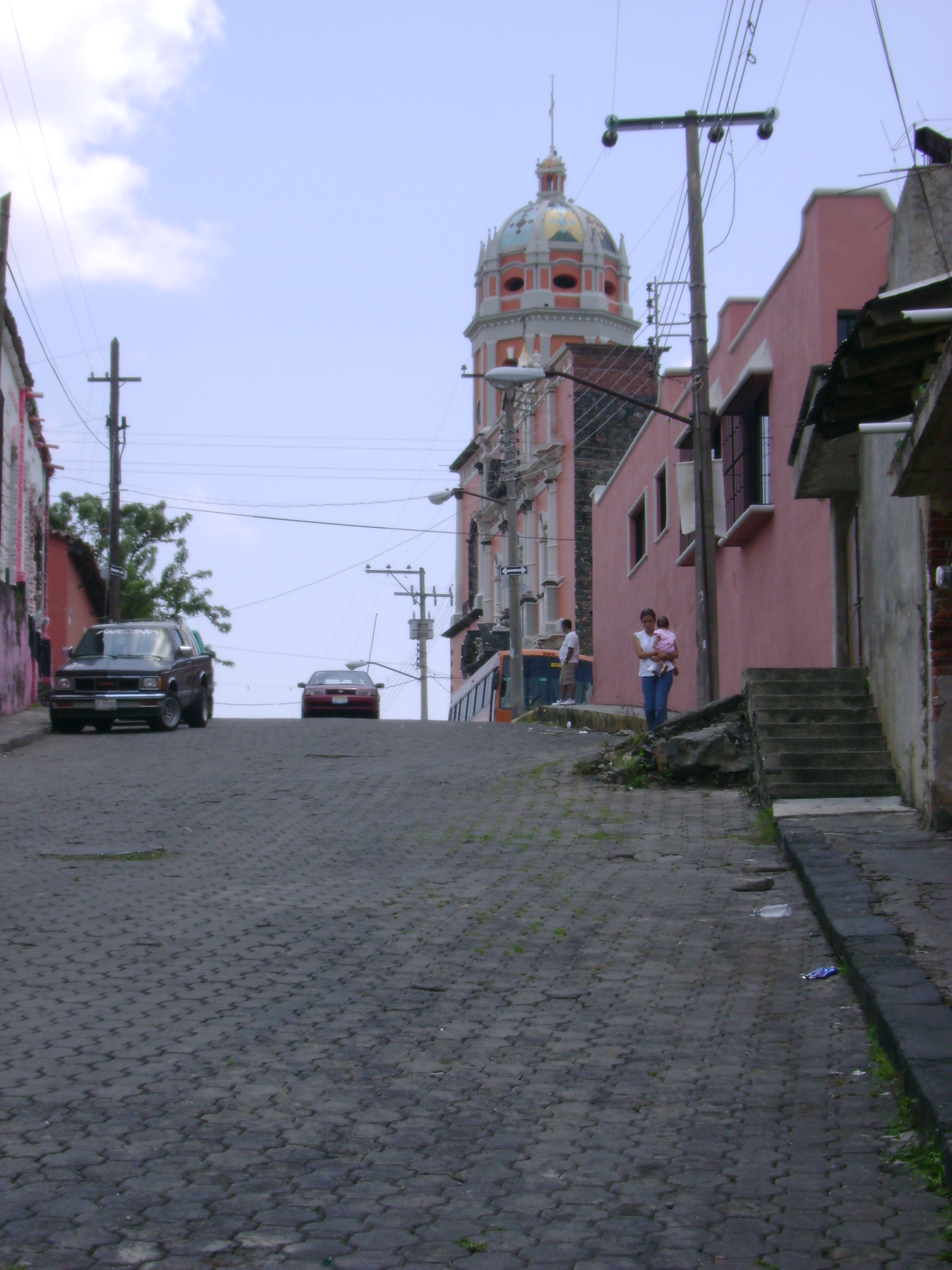
Iglesia de Tonila.

- Trajes típicos: el traje de charro para el hombre y el vestido de china poblana para la mujer.
- Gastronomía: de sus alimentos destacan los sopes, las enchiladas y la birria; y de sus bebidas el mezcal, el ponche y el café.

### Sitios de interés
| - Volcán de Colima - Nevado de Colima - Sierra del Tigre - El Fresnal - La Cofradía - El Durazno - Templo de San Marcos | - Réplica del Castillo de Chapultepec - Puente de los Juanes - Mirador de Texcalame - Parque Nacional - Presa La Esperanza - Plaza principal - Parque Venustiano Carranza |

### Fiestas
- Fiesta a María Auxiliadora: del 17 al 25 de mayo.
- Fiesta a San Marcos: del 17 al 25 de abril.
- Fiesta de la Virgen de Guadalupe, del 4 al 12 de diciembre.
- Fiestas patrias, el 15 y 16 de septiembre.
- Fiestas en honor a San Martín de Porres octubre-noviembre.
- Fiestas en honor a la santa cruz.

## Gobierno

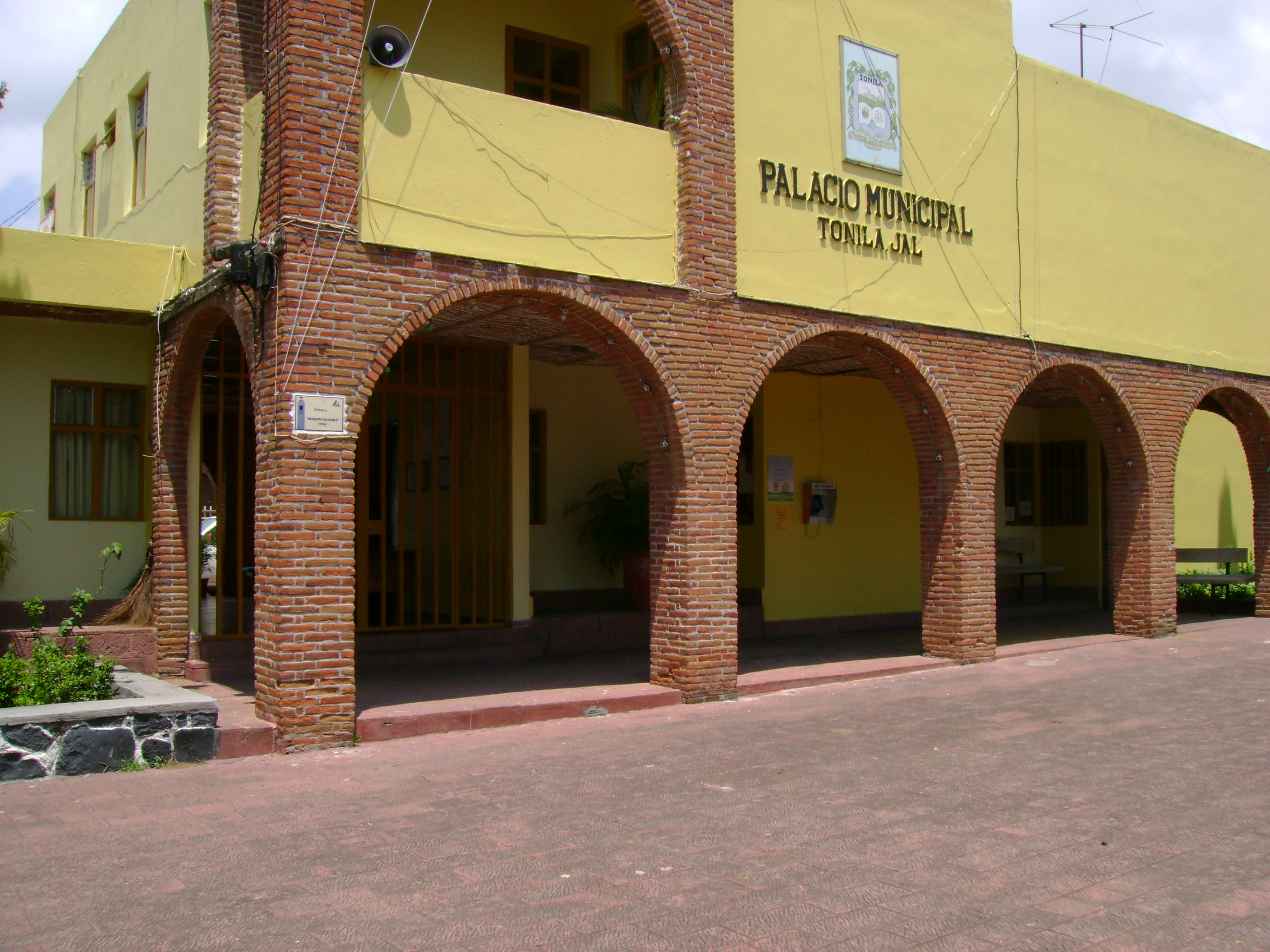
Ayuntamiento del municipio de Tonila.

Su forma de gobierno es democrática y depende del gobierno estatal y federal; se realizan elecciones cada 3 años, en donde se elige al presidente municipal y su gabinete. El presidente municipal es Martín Hernández Álvarez militante del Movimiento Ciudadano, el cual fue elegido en las elecciones del 2 de julio de 2018.
El municipio cuenta con 18 localidades, las más importantes son: Tonila (cabecera municipal), San Marcos, La Esperanza, Tenexcamilpa, Cofradía, Juan Barragán, Tonilita, Villegas, Atenguillo, La Nueva Esperanza y El Durazno.

### Personas destacadas
- Rafael Heredia, pintor.
- Miguel Galindo Velasco, escritor.
- Manuel Navarro, pintor.
- Consuelo Jiménez Mariscal, actriz, cantante y compositora.
- Jehová Villa Escamilla, ciclista y fotógrafo.